# Jožef Kerčon
Jožef Kerčon (ponekod pisano tudi Krčon, Kerzhon ali Kerzhan), slovenski nabožni pisatelj in katoliški duhovnik, * 3. oktober 1821, Gorenje Blato, † 27. april 1903, Predoslje pri Kranju.

## Življenje
Rodil se je na Gorenjem Blatu pri Škofljici očetu Antonu in materi Mariji Intihar. Osnovno šolo je obiskoval v Šmarju, kjer je bil v letih 1831 in 1832 njegov prvi učitelj Matevž Kračman, ljudski pesnik. Srednjo šolo in bogoslovje pa je dovršil v Ljubljani. Za mašnika je bil posvečen 2. avgusta 1846. Najprej je služboval kot semeniški duhovnik v Ljubljani, od 1847 do 1848 kot kaplan v Št. Vidu nad Ljubljano, od 1848 do 1864 kot katehet pri Uršulinkah v Škofji Loki, od 1864 do smrti leta 1903 pa kot župnik v Predosljah. 

## Delo
Leta 1858 je pri redovnicah Uršulinkah v Škofji loki ustanovil Marijino družbo, prvo v Sloveniji po jožefinskih reformah. Bil je plodovit pisec nabožnih knjig in molitvenikov. Bil je tudi dober cerkveni govornik, pridige je redno objavljal v Duhovnem pastirju. Zlasti je pospeševal Marijino čaščenje. Leta 1887 je bil imenovan za knezoškofijskega duhovnega svetnika, leta 1899 pa za častnega občana občine Predoslje.

## Objave
Knjižne izdaje:
- Lavretanske litanije (1857; pri tej knjigi je sodeloval Janez Volčič)
- Pravi Marijini služabnik (1868, 1872, 1896)
- Ave Marija! Poučljivo razlaganje molitve Češčena si Marija (1885)
- Rafael ali nauki in molitve za odraslo mladino (1889, 1895)
- Salve Regina ali razlaganje molitve Češčena bodi kraljica (1894)
- Marija, podoba pravice (1896)